# Richard Cazenave
Pour les articles homonymes, voir Cazenave.
Richard Cazenave, né le 17 mars 1948 à Paris (Seine), est un homme politique français, député de l'Isère de 1988 à 2007.

## Parcours politique
Militant dès l'âge de 18 ans au mouvement gaulliste de l'Union des Jeunes pour le Progrès (UJP), Richard Cazenave a dès lors toujours été investi dans l'action publique. Titulaire d'une licence de droit, diplômé de l'Institut d'Administration des Entreprises et de l'Institut des Hautes Études de l'Entreprise, il s'est investi dans les mandats publics après un parcours de 18 ans en tant que cadre et cadre dirigeant en entreprise.
Conseiller régional de Rhône-Alpes dès 1986, il fut investi par le RPR pour la première fois en 1988 pour être candidat aux élections législatives partielles dans la première circonscription de l'Isère. Il fut élu le 18 décembre 1988 avec 65 % des voix et fut député de la première circonscription de l'Isère jusqu'en juin 2007.
Au sein du RPR puis de l'UMP, Richard Cazenave occupa des fonctions nationales dans le domaine des droits de l'Homme, de la coopération et en tant que délégué général aux affaires étrangères.
Il se porte candidat, à la tête d'une liste RPR, aux élections municipales de 1995 à Grenoble. Il est battu au second tour par le socialiste Michel Destot et échoue ainsi à maintenir la ville sous la gestion de la droite.
À la suite du maintien, malgré l'investiture officielle de l'ancien maire de Grenoble Alain Carignon, de sa candidature dans la 1re circonscription de l'Isère, dont il est le député sortant, Richard Cazenave a été exclu de l'UMP le 15 mai 2007 puis réintégré en 2012 par les instances nationales du mouvement.
À l'international, son engagement a été marqué par son intérêt pour l'Afghanistan et son soutien au commandant Massoud. Convaincu de la nécessité de la coopération nord-sud, il fut Président de la commission politique de l'Assemblée parlementaire de la francophonie qui regroupe des députés issus de 54 parlements de tous les continents.
Ardent défenseur des logiciels libres, il est connu pour son action contre les DRM et la loi DADVSI. Il a également dénoncé la vente liée des logiciels et des PC, et est à l'origine, avec Bernard Carayon d'une initiative pour installer Linux sur les postes des députés.
Il est le père d'Alix Cazenave et de Fabien Cazenave.

## Affaires et condamnations
En 1999, Richard Cazenave a été condamné à vingt mois de prison avec sursis et 300 000 F d'amende, pour abus de biens sociaux. « L'élu a fait rémunérer de 1990 à 1994 sa femme de ménage par des sociétés parapubliques et privées qu'il dirigeait, et profité de déplacements personnels en avion, réglés par ces firmes », écrit Libération.
En 2004, il a de nouveau été condamné à Lyon à deux ans de prison dont un  ferme et à 30 000 euros d'amende pour recel et complicité d'abus de biens sociaux. Il avait notamment reconnu avoir reçu 800 000 francs de Jean-Claude Joud, PDG du cabinet d'études SA Martin, condamné pour avoir détourné plus de 10 millions de francs de sa société au profit notamment de M. Cazenave et du RPR de l'Isère. La peine, dont M. Cazenave a fait appel, a été assortie d'une privation des droits civiques pendant deux ans. L'année suivante, la cour d'appel de Lyon confirme la condamnation mais ramène la peine à deux ans de prison avec sursis et 30 000 € d'amende, sans inéligibilité,.

## Mandats
- 17/03/1986 - 22/03/1992 : membre du conseil régional de Rhône-Alpes
- 19/12/1988 - 01/04/1993 : député
- 13/03/1989 - 18/06/1995 : membre du conseil municipal de Grenoble (Isère)
- 23/03/1992 - 15/03/1998 : vice-président du conseil régional de Rhône-Alpes
- 02/05/1993 - 21/04/1997 : député
- 18/06/1995 - 18/03/2001 : membre du conseil municipal de Grenoble
- 01/06/1997 - 18/06/2002 : député de la 1re circonscription de l'Isère
- 18/06/2002 - 18/06/2007 : député de la 1re circonscription de l'Isère
- 30/03/2014 - 15/03/2020 : membre du conseil municipal de Grenoble

Depuis la fin de son mandat, Richard Cazenave préside l'antenne départementale du mouvement politique Le Chêne, fondé et présidé par l'ancienne Ministre, Michèle Alliot-Marie.

### Domaine diplomatique
Il a été vice-président du groupe d'études sur la question du Tibet de l'Assemblée nationale.